# سنعبق
المَدَّان أو السَّنَعْبُق (الاسم العلمي: Plectranthus)، جنس نباتات يضم حوالي 72 نوع. هو جنس من الأعشاب المعمرة، نادرًا ما تكون حولية أو شجيرات غابية ناعمة، وأحيانًا عصارية؛ في بعض الأحيان مع قاعدة درنية. توجد أنواعه في جنوب أفريقيا الاستوائية ومدغشقر وفي السعودية واليمن (Plectranthus asirensis)، وواحد في سريلانكا. تزرع العديد من أنواعه لزينة.